# Cribbage

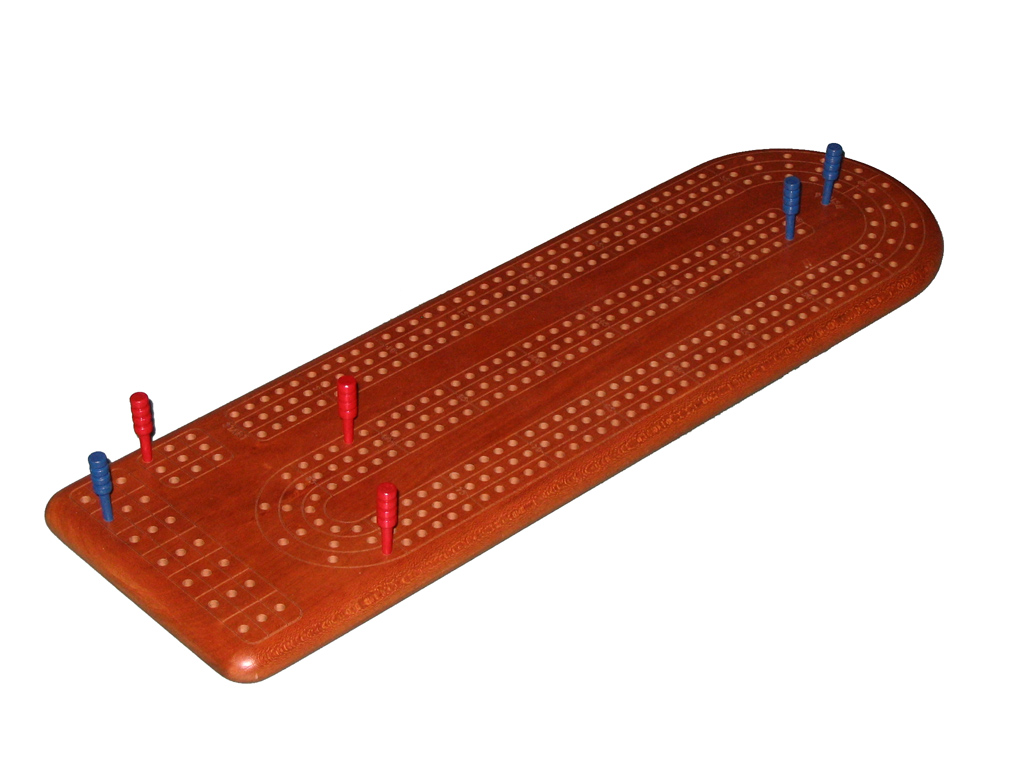
Cribbagebräde för markering av spelarnas poäng.

Cribbage är ett kortspel som anses ha skapats av den engelske poeten och hovmannen Sir John Suckling under tidigt 1600-tal. Spelet är mycket säreget och skiljer sig i många avseenden från andra kortspel. Till spelet hör vanligen ett cribbagebräde, som används för att markera poängställningen. 
Cribbage är avsett för två deltagare, men kan med vissa modifikationer också spelas av tre eller fyra. Spelet går ut på att få poäng för vissa kombinationer: dels sådana som uppkommer under själva spelet, till exempel vid utspel av ett kort som har samma valör som det senast spelade, dels sådana som spelarna kan bilda av korten på handen och som redovisas vid visningen efter avslutad giv. 